# 有馬哲夫
有馬 哲夫（ありま てつお、1953年〈昭和28年〉 - ）は、日本の社会学者、公文書研究者。早稲田大学名誉教授。専門は、メディア研究・アメリカ研究・日米放送史、広告研究・文化産業研究。親北派など国内外の明確な反日勢力に否定的であるが、日本人右派の多数を占める「韓国とは距離を置こう」派には日韓離間勢力に誘導させられてしまっていると否定的立場である。

## 来歴
青森県生まれ。1977年早稲田大学第一文学部英文科卒業、1984年東北大学大学院文学研究科博士課程単位取得満期退学（博士号未取得、文学修士）。
その後、東北大学教養部講師、1988年助教授、1993年同国際文化研究科助教授、1997年早稲田大学社会科学部助教授、1999年教授、2004年9月より社会科学総合学術院教授。2016年オックスフォード大学客員教授。2024年定年退職。

## 研究
- 日米放送史の研究、近年とりわけアメリカの占領政策と日本のマスメディアの関係を明らかにする研究を行う。論文[6]を別の論文の冒頭で[7]、「日本へのテレビ導入は、（中略）アメリカ合衆国上院外交委員会、アメリカ対日協議会、アメリカ南西太平洋陸軍[8]心理戦局[9]の支援のもとに行われた」と総括している。
- 第二次世界大戦後、被爆国としての体験から原子力利用への拒否感が根強かった日本へ、原子力産業の売り込みをはかるべく展開された「原子力の平和利用」を実現するための「親米」的世論形成の仕組みをはじめ、今日まで尾を引くことになる、原子力発電の導入に至る経緯など、戦中～戦後にまたがる歴史の舞台裏について「再検証」を進め、これまで語られてきた通説を覆す研究を行っている[10]。
- こうした対日戦略の実態について調査するため、夏休み等を利用し海外渡航し、ワシントンのアメリカ国立公文書記録管理局、ロンドンのイギリス国立公文書館などに出向き、精力的に歴史資料の発掘作業を行っている。長年にわたる一連の研究により、従前の戦後史・外交史では、ほぼ手つかずであった外交とメディアの知られざる関係史を起点に、戦後の『裏面史』に光を当てる発見がなされている[11][12]。
- 1990年代初頭のソ連崩壊で、北朝鮮は最も強力な核の後ろ盾を失って、米国と単独で向き合わなければならなくなった時期に慰安婦問題が始まった理由について、尹美香ら挺対協を使って、日韓との和解の試みを一貫して妨害するために反日感情扇動させた北朝鮮による工作だと解説している。北朝鮮による日本人と韓国人の大量拉致事件によって北朝鮮の独裁政権は、日本を伝統的な同盟国（米国）と潜在的な同盟国（韓国）から遠ざける方法を必死に模索してたいた。その際に日韓離間に使えると用いたのが慰安婦慣例であった。そのため、北朝鮮は1991年から始まった日朝国交正常化交渉で、慰安婦問題をすぐさま持ち出した流れを解説している[2]。

### 単著
- 『テレビの夢から覚めるまで アメリカ1950年代テレビ文化社会史』国文社、1997年2月。ISBN 9784772004299。
- 『デジタルメディアは何をもたらすのか パラダイムシフトによるコペルニクス的転回』国文社、1999年3月。ISBN 9784772004695。
- 『ディズニー千年王国の始まり メディア制覇の野望』NTT出版、2001年2月。ISBN 9784757120587。
- 『ディズニーランド物語 LA―フロリダ―東京―パリ』日本経済新聞社〈日経ビジネス人文庫〉、2001年7月。ISBN 9784532190736。
  - 『ディズニー五つの王国の物語』（増訂版）宝島社〈宝島SUGOI文庫〉、2009年7月。ISBN 9784796670784。
- 『ディズニーとは何か』NTT出版、2001年11月。ISBN 9784757120754。
- 『ディズニー「夢の工場」物語』日本経済新聞社〈日経ビジネス人文庫〉、2003年8月。ISBN 9784532191887。
- 『ディズニーの魔法』新潮社〈新潮新書〉、2003年11月。ISBN 9784106100444。
- 『ディズニーとライバルたち アメリカのカートゥン・メディア史』フィルムアート社、2004年5月。ISBN 9784845904617。
- 『中傷と陰謀アメリカ大統領選狂騒史』新潮社〈新潮新書〉、2004年10月。ISBN 9784106100871。
- 『日本テレビとCIA 発掘された「正力ファイル」』新潮社、2006年10月。ISBN 9784103022312。
  - 『日本テレビとCIA 発掘された「正力ファイル」』（改訂版）宝島社〈宝島SUGOI文庫〉、2011年7月。ISBN 9784796684750。
- 『世界のしくみが見える「メディア論」 有馬哲夫教授の早大講義録』宝島社〈宝島社新書〉、2007年10月。ISBN 9784796659024。
- 『原発・正力・CIA 機密文書で読む昭和裏面史』新潮社〈新潮新書〉、2008年2月。ISBN 9784106102493。
- 『昭和史を動かしたアメリカ情報機関』平凡社〈平凡社新書〉、2009年1月。ISBN 9784582854480。
- 『アレン・ダレス 原爆・天皇制・終戦をめぐる暗闘』講談社、2009年8月。ISBN 9784062156394。
- 『ディズニー・ミステリー・ツアー』講談社、2010年1月。ISBN 9784063397611。
- 『CIAと戦後日本 保守合同・北方領土・再軍備』平凡社〈平凡社新書〉、2010年6月。ISBN 9784582855302。
- 『大本営参謀は戦後何と戦ったのか』新潮社〈新潮新書〉、2010年12月。ISBN 9784106104008。
- 『ディズニーランドの秘密』新潮社〈新潮新書〉、2011年7月。ISBN 9784106104282。
- 『原発と原爆 「日・米・英」核武装の暗闘』文藝春秋〈文春新書〉、2012年8月。ISBN 9784166608737。
- 『児玉誉士夫 巨魁の昭和史』文藝春秋〈文春新書〉、2013年2月。ISBN 9784166609048。
- 『こうしてテレビは始まった 占領・冷戦・再軍備のはざまで』ミネルヴァ書房、2013年12月。ISBN 9784623067725。
- 『1949年の大東亜共栄圏 自主防衛への終わらざる戦い』新潮社〈新潮新書〉、2014年6月。ISBN 9784106105739。
- 『「スイス諜報網」の日米終戦工作 ポツダム宣言はなぜ受けいれられたか』新潮社〈新潮選書〉、2015年6月。ISBN 9784106037726。
- 『歴史とプロパガンダ 日米開戦から占領政策、尖閣問題まで』PHP研究所、2015年8月。ISBN 9784569825823。
  - 『歴史問題の正解』（改訂版）新潮社〈新潮新書〉、2016年8月。ISBN 9784106106828。
- 『こうして歴史問題は捏造される』新潮社〈新潮新書〉、2017年9月。ISBN 9784106107344。
- 『原爆 私たちは何も知らなかった』新潮社〈新潮新書〉、2018年9月。ISBN 9784106107825。
- 『NHK解体新書 朝日より酷いメディアとの「我が闘争」』ワック〈WAC BUNKO〉、2019年10月。ISBN 9784898318119。
- 『日本人はなぜ自虐的になったのか 占領とWGIP』新潮社〈新潮新書〉、2020年7月。ISBN 9784106108679。
- 『一次資料で正す現代史のフェイク』扶桑社〈扶桑社新書〉、2021年7月。ISBN 9784594088118。
- 『「慰安婦」はみな合意契約をしていた ラムザイヤー論文の衝撃』ワック〈WAC BUNKO〉、2021年8月。ISBN 9784898318461。
- 『NHK受信料の研究』新潮社〈新潮新書〉、2023年2月。ISBN 9784106109843。

### 共著
- 有馬哲夫、八幡和郎、飯倉章ほか『日米開戦1941 最後の裏面史』宝島社、2021年11月。ISBN 9784299022561。

### 翻訳
- ジャネット・ホロウィッツ・マレー『デジタル・ストーリーテリング 電脳空間におけるナラティヴの未来形』国文社、2000年5月。ISBN 9784772004725。
- エリック・マクルーハン、フランク・ジングローン 編『エッセンシャル・マクルーハン メディア論の古典を読む』NTT出版、2007年2月。ISBN 9784757101159。

- クリストファー・ノリス『脱構築的転回 哲学の修辞学』野家啓一・森本浩一と共訳、国文社、1995年6月。ISBN 9784772003643。